# آلفين سيسيل موراي
آلفين سيسيل موراي هو سياسي كندي، ولد في 27 يوليو 1895، وتوفي في 1949. انتخب عضو المجلس التشريعي من ساسكاتشوان.